# Mont Slaughter
Le mont Slaughter est un sommet de l'Antarctique, situé à environ 12 kilomètres au sud du massif Vinson. Il fait partie du massif Sentinel des monts Ellsworth, à la base de la péninsule Antarctique.